# 杉塚町
杉塚町（すぎつかちょう）は、愛知県瀬戸市深川連区の町名。丁番を持たない単独町名である。

## 地理
- 瀬戸市の中央部に位置する[8]。西を薬師町、北を新道町・刎田町、東を寺本町、南を東郷町・前田町と隣接している[8]。
- 住宅地の中に教会があり、瀬戸川の南岸に沿った東西に長い地域[8]。

### 河川
- 瀬戸川[8] ： 町の北端、刎田町・新道町との町境を西流している。
- 寺本川（瀬戸川支流） ： 町の北東端、寺本町との町境を暗渠で北流し、公園橋の下で瀬戸川に注ぎ込んでいる。

- 瀬戸川（杉塚町・刎田町境）
- 瀬戸川と寺本川の合流点

### 学区
市立小・中学校に通う場合、学区は以下の通りとなる。また、公立高等学校普通科に通う場合の学区は以下の通りとなる。
| 番・番地等 | 小学校                 | 中学校                 | 高等学校 |
| ---------- | ---------------------- | ---------------------- | -------- |
| 全域       | 瀬戸市立にじの丘小学校 | 瀬戸市立にじの丘中学校 | 尾張学区 |

## 歴史

### 町名の由来
大正時代に喜代川町と名付けられたが、陶祖藤四郎の宅跡の碑附近に大杉が立っていたところから杉塚の名が生まれたといわれる。

### 沿革
- 1942年（昭和17年）1月9日 - 瀬戸市大字瀬戸字前田の一部により、同市杉塚町として成立[2]。

## 世帯数と人口
2025年（令和7年）2月1日現在の世帯数と人口は以下の通りである。
| 町丁   | 世帯数 | 人口 |
| ------ | ------ | ---- |
| 杉塚町 | 45世帯 | 92人 |

### 人口の変遷
国勢調査による人口の推移
| 1995年（平成7年）  | 160人 | [ 12 ] |  |
| 2000年（平成12年） | 141人 | [ 13 ] |  |
| 2005年（平成17年） | 120人 | [ 14 ] |  |
| 2010年（平成22年） | 99人  | [ 15 ] |  |
| 2015年（平成27年） | 95人  | [ 16 ] |  |
| 2020年（令和2年）  | 88人  | [ 17 ] |  |

### 世帯数の変遷
国勢調査による世帯数の推移。
| 1995年（平成7年）  | 54世帯 | [ 12 ] |  |
| 2000年（平成12年） | 58世帯 | [ 13 ] |  |
| 2005年（平成17年） | 49世帯 | [ 14 ] |  |
| 2010年（平成22年） | 45世帯 | [ 15 ] |  |
| 2015年（平成27年） | 39世帯 | [ 16 ] |  |
| 2020年（令和2年）  | 38世帯 | [ 17 ] |  |

## 交通

### 鉄道
町内に鉄道は走っていない。最寄り駅は名鉄瀬戸線尾張瀬戸駅になる。

### バス
名鉄バス「しなの線（瀬戸北線）」
- 【1】【1H】【2】【2H】【3】【4】新瀬戸駅 - 瀬戸駅前 - 古瀬戸 - しなのバスセンター - 上品野 系統

名鉄バス「本地ヶ原線」
- 【10】瀬戸駅前 - 古瀬戸 - 赤津

以上、2路線7系統共通 ： 中橋バス停・陶祖公園バス停（いずれも瀬戸駅前方面乗り場）
- 中橋バス停
- 陶祖公園バス停

### 道路
- 国道248号・国道363号（重複区間） ： 町の北部を東西に通っている[注釈 2]。

- 国道248・363号標識（杉塚町内）

## 施設
- 瀬戸永泉教会[8] ： 1888年設立。教会設立式の司式者は宣教師のジェームス・ハミルトン・バラ。現在の礼拝堂は1900年に建立された。愛知県で最も古い木造の教会で、国の登録有形文化財に登録されている[18][19]。
- 双寿園 ： 陶磁器の大量生産の窯元[20]。要予約ではあるが、普段では見られない製造現場の見学ができる[20]。

- 瀬戸永泉教会
- 双寿園

## その他

### 日本郵便
- 郵便番号 : 489-0822[6]（集配局：瀬戸郵便局[21]）。